# Philipsburg, Montana
Philipsburg är administrativ huvudort i Granite County i Montana. Orten har fått sitt namn efter Philip Deidesheimer.